# Burgmühle Delmenhorst

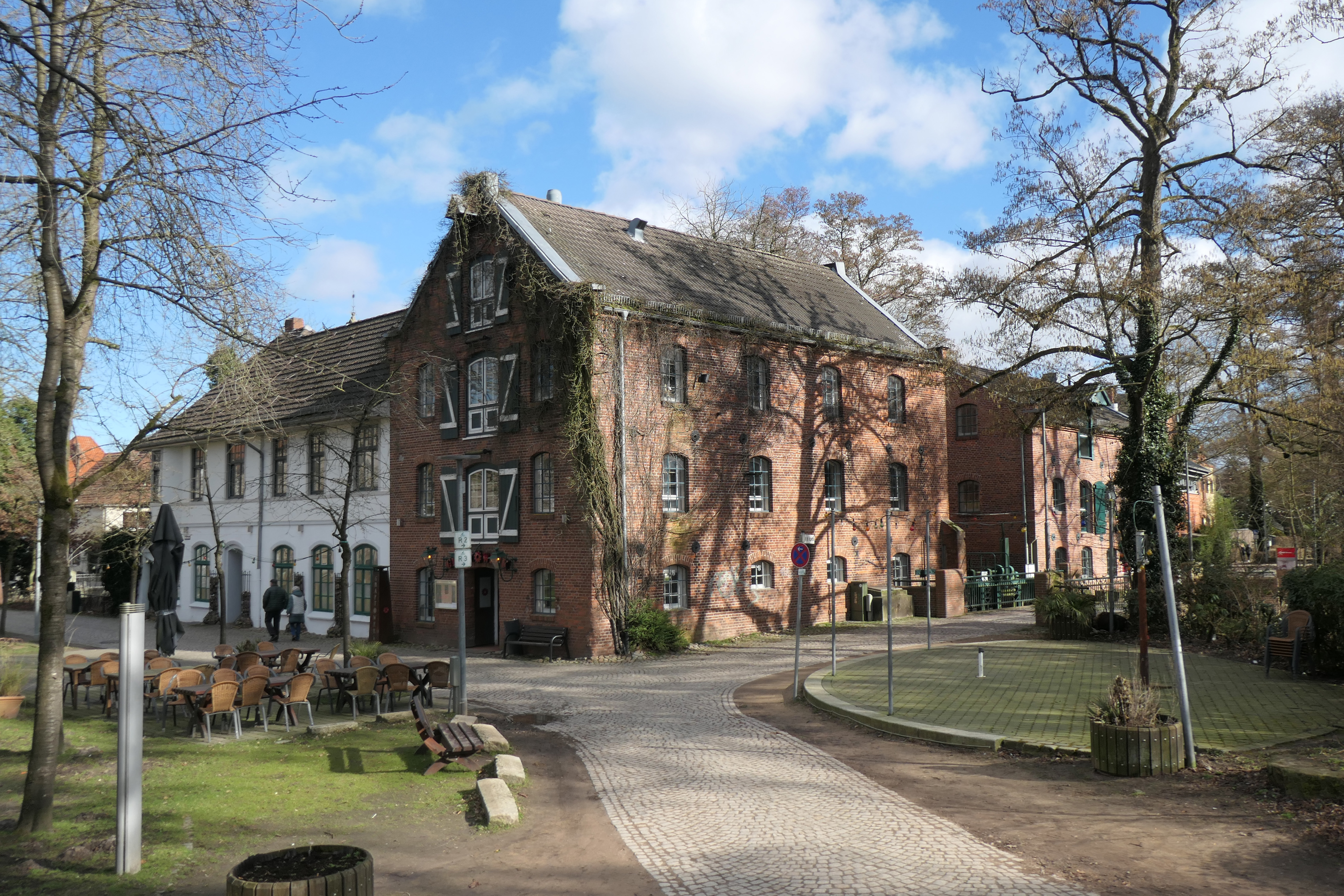
Burgmühle Delmenhorst (2023)

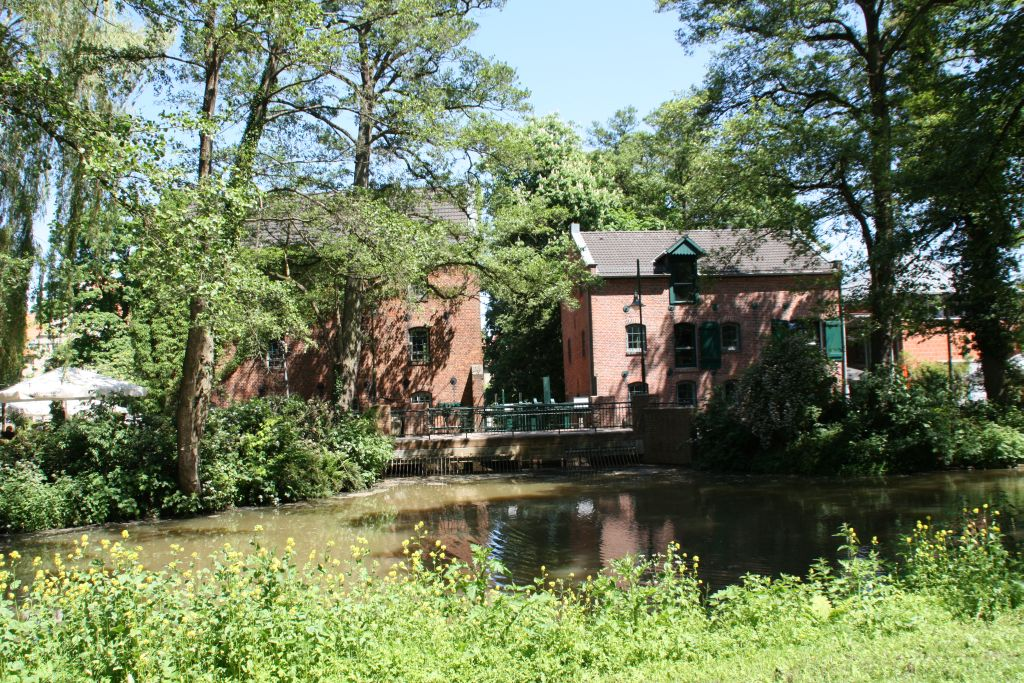
Burgmühle Delmenhorst

Die ehemalige Burgmühle, auch Rote Mühle genannt, in Delmenhorst-Mitte, Mühlendamm 1 und 1a an der Delme im Park Graft bei der Burginsel, war eine Wassermühle. Heute befindet sich u. a. ein Restaurant in einem der Gebäude.
Die Bauwerke der Baudenkmalgruppe Mühle, Kolk, Müllerhaus, Stau und Speicher sind Baudenkmal in Delmenhorst.

## Geschichte

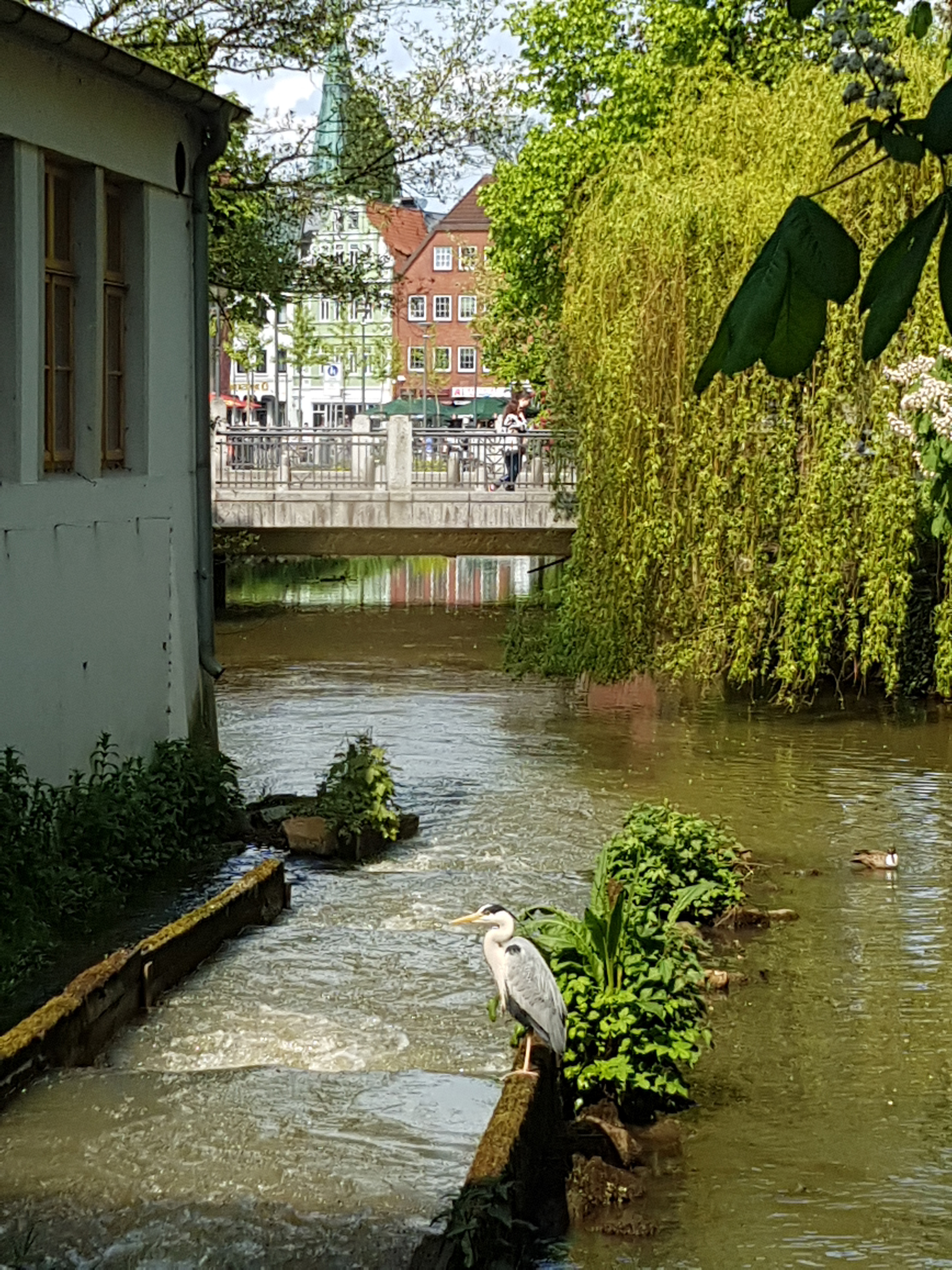
Mühlenkolk

Wohl schon um 1247, in der Zeit des Baus der ehemaligen Burg Delmenhorst als Wasserburg, wurde eine erste Wassermühle als Burgmühle gebaut. Urkundlich wird sie erst 1429 erwähnt. 1538 brannte die Mühle und über hundert weitere Häuser beim Angriff des Grafen Christoph von Oldenburg auf Delmenhorst ab; erst 1547 gelangte Delmenhorst an die Grafen von Oldenburg und Delmenhorst.
Die Mühle wurde mit Steinen aus dem 1536 teilweise abgerissenen Kloster Hude auf den alten Grundmauern wiederaufgebaut. Die Müller der Wassermühle waren gräfliche Beamte. Die Mühle wurde von 1692 bis 1712 an die Stadt verpachtet. Danach stand sie leer, da um das bis 1787 abgerissene Renaissance-Schloss kein Wasser mehr geführt wurde. Eigentümer und Pächter der Mühle wechselten häufig. Ab 1896 war die Firma Seekamp und Tewes Eigentümerin der Mühle; ein Enkel war in den 1950er Jahren Pächter. 1902 kaufte die Stadt die Mühle und die Graftanlage. 1954 wurden bei Kanalarbeiten Reste der Fundamente der Mühle freigelegt. 1957 plante lediglich die Stadt hier ein Heimatmuseum und eine Jugendherberge einzurichten.
Die zweigeschossigen verklinkerten Bauten (deshalb auch Rote Mühle genannt) wurden restauriert. Ein Mühlengebäude wird aktuell u. a. durch einen Weinhandel genutzt. Im zweigeschossigen Graftspeicher, Gebäude Nr. 1A, befindet sich das Restaurant und Café Graft Werk.